# Thompsonopia stephoides
Thompsonopia stephoides is een eenoogkreeftjessoort uit de familie van de Pseudocyclopiidae. De wetenschappelijke naam van de soort is voor het eerst geldig gepubliceerd in 1895 door Thompson I.C..